# Narathura contra
Narathura contra är en fjärilsart som beskrevs av Evans 1957. Narathura contra ingår i släktet Narathura och familjen juvelvingar. Inga underarter finns listade i Catalogue of Life.